# Jaman North
Jaman North är ett distrikt i Ghana.   Det ligger i regionen Brong-Ahaforegionen, i den västra delen av landet, 400 km nordväst om huvudstaden Accra. Antalet invånare är 81 520. Arean är 716 kvadratkilometer.
Terrängen i Jaman North är huvudsakligen platt, men västerut är den kuperad.